# Kyjov (kraj południowomorawski)
Kyjov (niem. Gaya) – miasto na Morawach (Czechy), w kraju południowomorawskim. Według danych z 31 grudnia 2003 powierzchnia miasta wynosiła 2988 ha, a liczba jego mieszkańców 12 191 osób.

## Demografia
| Rok             | 1970   | 1980   | 1991   | 2001   | 2003   |
| --------------- | ------ | ------ | ------ | ------ | ------ |
| Liczba ludności | 10 792 | 12 632 | 12 920 | 12 413 | 12 191 |

Źródło: Czeski Urząd Statystyczny

## Osoby związane z Kyjovem
- Jan Bárta – kolarz szosowy
- Evžen Boček – pisarz i kasztelan zamku w Miloticach
- Jitka Klimková – piłkarka i trenerka
- Sylvie Tomčalová – aktorka pornograficzna